# Eleições legislativas portuguesas de 1983
As eleições legislativas portuguesas de 1983 foram realizadas no dia 25 de abril de 1983. As últimas eleições tinham sido realizadas a 5 de outubro de 1980, tendo dado uma vitória à Aliança Democrática (AD) liderada por Francisco Sá Carneiro.
Contudo, em dezembro de 1980, Sá Carneiro e o ministro da Defesa Nacional Adelino Amaro da Costa morreram num trágico acidente em Camarate. As mortes de duas das maiores figuras da AD iriam pôr em causa a coesão da coligação. Francisco Pinto Balsemão viria a ser indigitado Primeiro-Ministro em janeiro de 1981 mas nunca viria a ser um líder consensual, sofrendo uma forte oposição interna, com várias demissões de ministros ao longo do seu governo. Para além disso, a política de direita seguida por Balsemão sofria uma forte contestação pelos partidos da oposição, com especial destaque para o Partido Comunista Português (PCP). Uma greve geral em fevereiro de 1982 convocada pela CGTP (sindicato afeto aos comunistas) iria abalar por completo o governo.
As demissões de ministros sucederam-se até que o próprio Pinto Balsemão apresentou a sua demissão como Primeiro-Ministro em dezembro de 1982, após as eleições autárquicas desse ano. O presidente da República Ramalho Eanes decide, em consequência, convocar eleições antecipadas em janeiro de 1983, após rejeitar um novo governo da AD.
Nestas eleições, o Partido Socialista (PS) seria o vencedor ao obter uma maioria relativa, conseguindo 36,1% dos votos e 101 deputados. O Partido Social Democrata (PPD/PSD), após o fim da AD, conseguiria 27,2% dos votos e 75 deputados. A Aliança Povo Unido (APU), liderada pelos PCP e incluindo também o Movimento Democrático Português (MDP/CDE), conseguia um ligeiro aumento da sua votação ao obter 18,1% e 44 deputados, enquanto que o Partido do Centro Democrático Social (CDS) obtinha um mau resultado ao perder 16 deputados e a ficar-se pelos 12,6% e 30 deputados. Por fim, de destacar também a perda do único deputado da União Democrática Popular (UDP).
Após as eleições e sem uma maioria clara, Mário Soares, líder socialista, decide formar um governo com o PPD/PSD, uma coligação que ficaria conhecida como Bloco Central. Apesar da ampla maioria parlamentar, o governo PS-PPD/PSD só iria durar dois anos devido à grande oposição interna de várias figuras destacadas de ambos os partidos, sobretudo do PPD/PSD.

## Partidos
Os líderes dos partidos com deputados eleitos nessa eleição constam abaixo:
| Partido/coligação | Partido/coligação                    | Partido/coligação | Líder                        | Ideologia          | Espectro        |
| ----------------- | ------------------------------------ | ----------------- | ---------------------------- | ------------------ | --------------- |
|                   | Partido Socialista                   | PS                | Mário Soares                 | Social-democracia  | Centro-esquerda |
|                   | Partido Social Democrata             | PPD/PSD           | Carlos Alberto da Mota Pinto | Liberalismo social | Centro          |
|                   | Aliança Povo Unido                   | APU               | Álvaro Cunhal                | Comunismo          | Esquerda        |
|                   | Partido do Centro Democrático Social | CDS               | Francisco Lucas Pires        | Democracia cristã  | Centro-direita  |

## Debates

### Principais partidos
| Debates     | Debates            | Debates           | Debates | Debates                              | Debates                              | Debates                              | Debates                              | Debates       |                |           |           |               |                   |
| Data        | Estação televisiva | Moderador(es)     | Tema    | P Presente A Ausente N Não Convidado | P Presente A Ausente N Não Convidado | P Presente A Ausente N Não Convidado | P Presente A Ausente N Não Convidado | Refs          |                |           |           |               |                   |
| Data        | Estação televisiva | Moderador(es)     | Tema    | PS                                   | PPD/PSD                              | APU                                  | CDS                                  | Refs          |                |           |           |               |                   |
| ----------- | ------------------ | ----------------- | ------- | ------------------------------------ | ------------------------------------ | ------------------------------------ | ------------------------------------ | ------------- | -------------- | --------- | --------- | ------------- | ----------------- |
| Data        | Estação televisiva | Moderador(es)     | Tema    | 17 de março                          | RTP1                                 | Margarida Marante                    | Economia                             | Refs          | Torres Marques | Salgueiro | Carvalhas | Morais Leitão | [ 7 ] [ 8 ] [ 9 ] |
| 23 de março | Antena 1           | -                 | -       | Soares                               | Pinto                                | Cunhal                               | Pires                                | [ 10 ]        |                |           |           |               |                   |
| 31 de março | RTP1               | Margarida Marante | -       | Soares                               | Pinto                                | Cunhal                               | Pires                                | [ 11 ] [ 12 ] |                |           |           |               |                   |

### Pequenos partidos
| Debates | Debates            | Debates       | Debates                                 | Debates                                 | Debates                                 | Debates                                 | Debates                                 | Debates                                 |               |           |      |               |
| Data    | Estação televisiva | Moderador(es) | Nome Presente A Ausente N Não Convidado | Nome Presente A Ausente N Não Convidado | Nome Presente A Ausente N Não Convidado | Nome Presente A Ausente N Não Convidado | Nome Presente A Ausente N Não Convidado | Nome Presente A Ausente N Não Convidado |               |           |      |               |
| Data    | Estação televisiva | Moderador(es) | PPM                                     | ASDI                                    | UEDS                                    | MDP/CDE                                 | UDP                                     | Refs                                    |               |           |      |               |
| ------- | ------------------ | ------------- | --------------------------------------- | --------------------------------------- | --------------------------------------- | --------------------------------------- | --------------------------------------- | --------------------------------------- | ------------- | --------- | ---- | ------------- |
| Data    | Estação televisiva | Moderador(es) | 24 de março                             | RTP1                                    | Margarida Marante                       | Ribeiro Telles                          | Fernandes                               | Refs                                    | Lopes Cardoso | Galhordas | Tomé | [ 13 ] [ 14 ] |

## Resultados nacionais
| Partido                                                                                    | Partido                                             | Votos     | %               | +/-    | Deputados | +/-     |
| ------------------------------------------------------------------------------------------ | --------------------------------------------------- | --------- | --------------- | ------ | --------- | ------- |
|                                                                                            | Partido Socialista (a)                              | 2 061 309 | 36,11 / 100,00  | 8,35   | 101 / 250 | 27      |
|                                                                                            | Partido Social Democrata                            | 1 554 804 | 27,24 / 100,00  | -      | 75 / 250  | 7       |
|                                                                                            | Aliança Povo Unido (b)                              | 1 031 609 | 18,07 / 100,00  | 1,32   | 44 / 250  | 3       |
|                                                                                            | Partido do Centro Democrático Social                | 716 705   | 12,56 / 100,00  | -      | 30 / 250  | 16      |
|                                                                                            | Partido da Democracia Cristã                        | 39 180    | 0,69 / 100,00   | 0,29   | 0 / 250   | Estável |
|                                                                                            | Partido Popular Monárquico                          | 27 635    | 0,48 / 100,00   | -      | 0 / 250   | 6       |
|                                                                                            | União Democrática Popular                           | 27 260    | 0,48 / 100,00   | 0,90   | 0 / 250   | 1       |
|                                                                                            | Frente Eleitoral UDP/PSR (c)                        | 25 222    | 0,44 / 100,00   | Novo   | 0 / 250   | Novo    |
|                                                                                            | Partido Comunista dos Trabalhadores Portugueses     | 20 995    | 0,37 / 100,00   | 0,22   | 0 / 250   | Estável |
|                                                                                            | Partido Operário de Unidade Socialista              | 19 657    | 0,34 / 100,00   | 1,04   | 0 / 250   | Estável |
|                                                                                            | Partido Socialista Revolucionário                   | 13 327    | 0,23 / 100,00   | 0,77   | 0 / 250   | Estável |
|                                                                                            | Liga Socialista dos Trabalhadores                   | 11 500    | 0,20 / 100,00   | Novo   | 0 / 250   | Novo    |
|                                                                                            | Organização Comunista Marxista-Leninista Portuguesa | 6 113     | 0,11 / 100,00   | 0,05   | 0 / 250   | Estável |
|                                                                                            | Partido Democrático do Atlântico                    | 5 523     | 0,10 / 100,00   | 0,04   | 0 / 250   | Estável |
|                                                                                            | Partido Comunista (Reconstruído)                    | 86        | 0,00 / 100,00   | Novo   | 0 / 250   | Novo    |
| Votos inválidos                                                                            | Votos inválidos                                     | 146 770   | 2,57 / 100,00   | 0,29   |           |         |
| Total                                                                                      | Total                                               | 5 707 695 | 100,00 / 100,00 |        | 250 / 250 |         |
| Eleitorado/Participação                                                                    | Eleitorado/Participação                             | 7 337 064 | 77,79 / 100,00  | 6,15   |           |         |
| Fonte                                                                                      | Fonte                                               | [ 15 ]    | [ 15 ]          | [ 15 ] | [ 15 ]    | [ 15 ]  |
| (a) 4 deputados da UEDS e 3 deputados da ASDI eleitos nas listas do PS.                    |                                                     |           |                 |        |           |         |
| (b) Coligação eleitoral entre PCP (41 deputados) e MDP/CDE (3 deputados).                  |                                                     |           |                 |        |           |         |
| (c) Coligação eleitoral entre União Democrática Popular (0 deputados) e PSR (0 deputados). |                                                     |           |                 |        |           |         |

| ↓   |     |         |     |
| APU | PS  | PPD/PSD | CDS |
| 44  | 101 | 75      | 30  |

## Tabela de resultados por círculo eleitoral
|                   | %    | D   | %       | D       | %    | D   | %    | D   |                 |           |
| ----------------- | ---- | --- | ------- | ------- | ---- | --- | ---- | --- | --------------- | --------- |
| Círculo eleitoral | PS   | PS  | PPD/PSD | PPD/PSD | APU  | APU | CDS  | CDS | Total deputados | Votantes  |
| Açores            | 31,1 | 2   | 54,5    | 3       | 3,1  | -   | 4,7  | -   | 5               | 107 386   |
| Aveiro            | 36,6 | 6   | 34,8    | 6       | 7,0  | 1   | 16,4 | 2   | 15              | 342 090   |
| Beja              | 28,0 | 2   | 11,8    | -       | 49,4 | 3   | 4,1  | -   | 5               | 115 283   |
| Braga             | 39,7 | 7   | 27,0    | 5       | 8,8  | 1   | 18,3 | 3   | 16              | 377 702   |
| Bragança          | 30,4 | 1   | 35,8    | 2       | 4,8  | -   | 20,9 | 1   | 4               | 92 778    |
| Castelo Branco    | 37,1 | 3   | 30,6    | 2       | 11,3 | -   | 13,2 | 1   | 6               | 138 765   |
| Coimbra           | 45,3 | 6   | 27,8    | 3       | 10,7 | 1   | 10,2 | 1   | 11              | 248 207   |
| Évora             | 23,9 | 1   | 18,6    | 1       | 47,6 | 3   | 4,5  | -   | 5               | 119 247   |
| Faro              | 43,2 | 5   | 23,1    | 2       | 18,6 | 2   | 7,4  | -   | 9               | 193 976   |
| Guarda            | 33,5 | 2   | 31,5    | 2       | 4,9  | -   | 23,8 | 1   | 5               | 118 293   |
| Leiria            | 32,7 | 4   | 35,6    | 4       | 9,5  | 1   | 16,2 | 2   | 11              | 238 369   |
| Lisboa            | 35,8 | 21  | 21,8    | 13      | 25,3 | 15  | 11,7 | 7   | 56              | 1 267 597 |
| Madeira           | 24,4 | 1   | 56,2    | 4       | 2,8  | -   | 8,2  | -   | 5               | 118 447   |
| Portalegre        | 38,5 | 2   | 19,1    | 1       | 28,7 | 1   | 7,5  | -   | 4               | 89 206    |
| Porto             | 43,0 | 18  | 26,2    | 10      | 13,6 | 5   | 12,5 | 5   | 38              | 890 896   |
| Santarém          | 38,4 | 5   | 24,7    | 3       | 20,0 | 3   | 10,0 | 1   | 12              | 272 809   |
| Setúbal           | 30,6 | 6   | 12,7    | 2       | 45,8 | 8   | 5,1  | 1   | 17              | 400 045   |
| Viana do Castelo  | 32,5 | 2   | 32,6    | 3       | 9,9  | -   | 18,4 | 1   | 6               | 137 581   |
| Vila Real         | 32,3 | 2   | 42,0    | 3       | 5,4  | -   | 12,7 | 1   | 6               | 132 251   |
| Viseu             | 30,9 | 4   | 36,6    | 4       | 4,6  | -   | 20,7 | 2   | 10              | 222 783   |
| Europa            | 33,6 | 1   | 31,2    | 1       | 17,1 | -   | 11,1 | -   | 2               | 35 545    |
| Fora da Europa    | 7,0  | -   | 48,2    | 1       | 2,8  | -   | 34,1 | 1   | 2               | 48 439    |
| Portugal          | 36,1 | 101 | 27,2    | 75      | 18,1 | 44  | 12,6 | 30  | 250             | 5 707 695 |

## Resultados por concelho

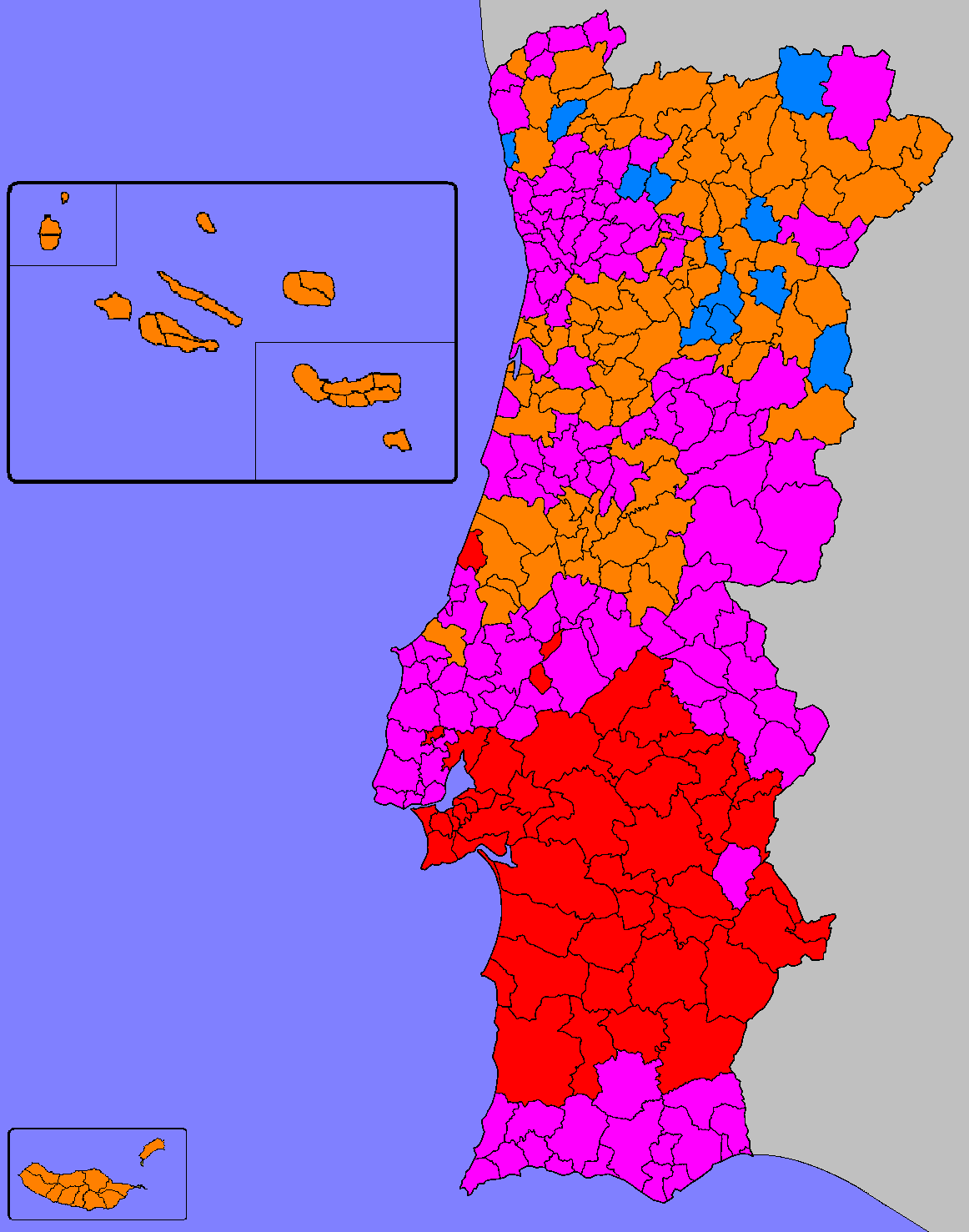
Partido mais votado por concelho.

A seguinte tabela contém os resultados obtidos pelos partidos que tenham tido, pelo menos, 1% dos votos expressos a nível nacional:
| Concelhos                   | %    | %       | %    | %    | Votantes  |
| Concelhos                   | PS   | PPD/PSD | APU  | CDS  | Votantes  |
| --------------------------- | ---- | ------- | ---- | ---- | --------- |
| Abrantes                    | 45,1 | 18,7    | 19,7 | 7,8  | 28 697    |
| Águeda                      | 39,3 | 29,7    | 7,1  | 19,1 | 23 553    |
| Aguiar da Beira             | 15,9 | 36,5    | 0,7  | 40,8 | 3 959     |
| Alandroal                   | 19,3 | 13,7    | 57,4 | 3,8  | 5 439     |
| Albergaria-a-Velha          | 33,2 | 37,2    | 4,6  | 20,0 | 11 609    |
| Albufeira                   | 44,0 | 29,6    | 11,8 | 7,8  | 9 656     |
| Alcácer do Sal              | 26,5 | 9,0     | 53,6 | 3,8  | 10 497    |
| Alcanena                    | 38,7 | 25,8    | 16,2 | 13,6 | 8 836     |
| Alcobaça                    | 37,3 | 34,4    | 8,0  | 14,7 | 30 829    |
| Alcochete                   | 34,3 | 10,0    | 46,6 | 3,2  | 6 634     |
| Alcoutim                    | 46,8 | 23,0    | 17,5 | 3,2  | 3 101     |
| Alenquer                    | 43,2 | 16,1    | 27,6 | 7,1  | 21 375    |
| Alfândega da Fé             | 27,0 | 39,4    | 6,9  | 18,1 | 4 229     |
| Alijó                       | 36,1 | 37,3    | 5,3  | 13,1 | 10 037    |
| Aljezur                     | 48,0 | 12,9    | 27,4 | 2,5  | 3 528     |
| Aljustrel                   | 27,8 | 7,7     | 57,1 | 2,3  | 8 419     |
| Almada                      | 33,2 | 14,2    | 41,0 | 6,0  | 92 846    |
| Almeida                     | 24,2 | 32,4    | 2,6  | 35,7 | 6 253     |
| Almeirim                    | 45,6 | 17,7    | 25,6 | 5,9  | 12 971    |
| Almodôvar                   | 43,8 | 16,7    | 29,4 | 3,1  | 5 542     |
| Alpiarça                    | 21,7 | 8,7     | 59,6 | 3,0  | 5 394     |
| Alter do Chão               | 34,2 | 21,1    | 29,5 | 7,7  | 3 327     |
| Alvaiázere                  | 14,0 | 42,9    | 1,5  | 36,1 | 6 408     |
| Alvito                      | 24,9 | 16,0    | 45,1 | 6,2  | 1 923     |
| Amadora                     | 37,1 | 17,7    | 32,4 | 7,8  | 95 444    |
| Amarante                    | 44,4 | 34,9    | 6,2  | 7,6  | 26 327    |
| Amares                      | 30,7 | 31,8    | 3,2  | 27,8 | 8 940     |
| Anadia                      | 29,6 | 43,6    | 3,9  | 17,5 | 17 363    |
| Angra do Heroísmo           | 38,2 | 48,1    | 2,7  | 5,3  | 17 143    |
| Ansião                      | 23,7 | 54,9    | 2,5  | 13,4 | 9 170     |
| Arcos de Valdevez           | 28,4 | 42,7    | 4,4  | 16,1 | 14 363    |
| Arganil                     | 35,4 | 42,6    | 3,9  | 11,5 | 8 992     |
| Armamar                     | 24,6 | 37,3    | 5,7  | 22,1 | 4 647     |
| Arouca                      | 23,9 | 43,4    | 3,5  | 23,1 | 12 730    |
| Arraiolos                   | 17,2 | 15,6    | 58,5 | 3,5  | 6 170     |
| Arronches                   | 46,1 | 19,2    | 21,6 | 8,8  | 2 842     |
| Arruda dos Vinhos           | 48,8 | 14,9    | 21,5 | 8,5  | 5 050     |
| Aveiro                      | 33,4 | 28,7    | 7,5  | 25,5 | 34 661    |
| Avis                        | 21,7 | 17,1    | 54,5 | 3,5  | 4 239     |
| Azambuja                    | 41,4 | 15,1    | 31,9 | 3,4  | 11 970    |
| Baião                       | 51,9 | 24,0    | 6,7  | 9,6  | 11 221    |
| Barcelos                    | 31,2 | 41,2    | 5,7  | 15,6 | 54 913    |
| Barrancos                   | 27,3 | 5,5     | 58,9 | 2,2  | 1 302     |
| Barreiro                    | 27,0 | 9,9     | 55,4 | 2,8  | 54 229    |
| Batalha                     | 25,8 | 46,1    | 2,4  | 20,0 | 7 671     |
| Beja                        | 27,8 | 12,7    | 48,7 | 5,2  | 23 749    |
| Belmonte                    | 44,1 | 22,3    | 11,7 | 12,5 | 4 049     |
| Benavente                   | 29,9 | 13,0    | 44,9 | 5,5  | 9 703     |
| Bombarral                   | 32,5 | 29,6    | 12,6 | 19,2 | 7 996     |
| Borba                       | 29,7 | 13,7    | 45,0 | 5,4  | 5 681     |
| Boticas                     | 27,8 | 51,7    | 3,4  | 7,6  | 4 459     |
| Braga                       | 42,6 | 20,6    | 14,3 | 16,5 | 69 151    |
| Bragança                    | 35,0 | 32,7    | 4,9  | 19,3 | 18 088    |
| Cabeceiras de Basto         | 39,6 | 34,9    | 2,5  | 17,6 | 9 636     |
| Cadaval                     | 44,5 | 27,1    | 8,8  | 12,4 | 8 735     |
| Caldas da Rainha            | 33,7 | 35,7    | 9,8  | 15,3 | 24 107    |
| Calheta                     | 6,7  | 78,4    | 0,3  | 10,4 | 2 288     |
| Calheta                     | 6,8  | 68,4    | 0,8  | 19,3 | 6 507     |
| Câmara de Lobos             | 16,0 | 70,3    | 1,3  | 4,2  | 11 799    |
| Caminha                     | 47,6 | 24,6    | 11,3 | 10,5 | 9 510     |
| Campo Maior                 | 40,9 | 14,0    | 38,7 | 2,9  | 5 389     |
| Cantanhede                  | 34,5 | 41,8    | 3,3  | 15,7 | 21 078    |
| Carrazeda de Ansiães        | 26,2 | 27,3    | 3,1  | 35,8 | 5 729     |
| Carregal do Sal             | 31,9 | 40,7    | 4,1  | 15,3 | 6 094     |
| Cartaxo                     | 50,7 | 14,7    | 22,9 | 4,6  | 13 281    |
| Cascais                     | 31,3 | 26,2    | 20,5 | 16,7 | 86 070    |
| Castanheira de Pera         | 58,1 | 25,0    | 7,1  | 3,1  | 2 983     |
| Castelo Branco              | 39,4 | 32,5    | 10,5 | 10,6 | 33 925    |
| Castelo de Paiva            | 45,4 | 34,9    | 5,1  | 9,2  | 8 528     |
| Castelo de Vide             | 51,4 | 15,2    | 15,9 | 8,2  | 2 859     |
| Castro Daire                | 28,0 | 42,1    | 3,2  | 17,9 | 9 773     |
| Castro Marim                | 53,5 | 20,2    | 13,6 | 2,8  | 3 949     |
| Castro Verde                | 24,4 | 9,5     | 57,0 | 1,9  | 4 448     |
| Celorico da Beira           | 30,3 | 34,0    | 2,8  | 25,7 | 5 657     |
| Celorico de Basto           | 28,1 | 25,9    | 3,3  | 35,0 | 11 187    |
| Chamusca                    | 38,4 | 12,4    | 36,4 | 5,6  | 8 130     |
| Chaves                      | 29,2 | 49,6    | 5,2  | 8,8  | 24 220    |
| Cinfães                     | 37,4 | 28,9    | 4,6  | 20,1 | 12 331    |
| Coimbra                     | 45,7 | 22,0    | 16,4 | 10,8 | 82 803    |
| Condeixa-a-Nova             | 51,5 | 22,9    | 12,0 | 6,9  | 7 522     |
| Constância                  | 52,4 | 13,9    | 18,8 | 6,5  | 2 311     |
| Coruche                     | 24,7 | 16,5    | 46,5 | 5,6  | 16 030    |
| Corvo                       | 32,3 | 57,1    | 3,0  | 0    | 198       |
| Covilhã                     | 39,9 | 17,0    | 21,8 | 13,5 | 35 405    |
| Crato                       | 45,9 | 9,2     | 30,3 | 8,0  | 3 657     |
| Cuba                        | 22,1 | 9,3     | 58,6 | 4,8  | 3 933     |
| Elvas                       | 39,9 | 18,0    | 25,6 | 10,1 | 15 119    |
| Entroncamento               | 47,8 | 20,7    | 19,2 | 6,5  | 7 479     |
| Espinho                     | 40,0 | 30,9    | 15,3 | 9,5  | 19 143    |
| Esposende                   | 25,3 | 30,7    | 5,6  | 32,0 | 14 628    |
| Estarreja                   | 29,1 | 41,6    | 8,5  | 14,9 | 14 731    |
| Estremoz                    | 23,7 | 24,6    | 39,1 | 6,4  | 11 959    |
| Évora                       | 24,9 | 21,0    | 43,8 | 5,3  | 33 321    |
| Fafe                        | 45,4 | 27,0    | 7,2  | 13,8 | 24 591    |
| Faro                        | 38,4 | 26,4    | 20,7 | 7,9  | 27 568    |
| Felgueiras                  | 47,3 | 24,2    | 6,8  | 15,7 | 24 294    |
| Ferreira do Alentejo        | 31,5 | 10,2    | 50,0 | 2,8  | 7 243     |
| Ferreira do Zêzere          | 26,1 | 45,2    | 3,3  | 16,4 | 6 581     |
| Figueira da Foz             | 51,0 | 18,5    | 14,8 | 9,0  | 34 514    |
| Figueira de Castelo Rodrigo | 33,1 | 38,9    | 3,1  | 19,1 | 5 266     |
| Figueiró dos Vinhos         | 22,6 | 56,1    | 2,6  | 10,1 | 5 420     |
| Fornos de Algodres          | 29,9 | 31,8    | 2,9  | 29,2 | 3 914     |
| Freixo de Espada à Cinta    | 38,5 | 32,5    | 8,6  | 12,3 | 3 077     |
| Fronteira                   | 37,0 | 23,1    | 28,3 | 6,2  | 3 069     |
| Funchal                     | 34,3 | 44,2    | 4,1  | 8,5  | 55 222    |
| Fundão                      | 43,2 | 22,4    | 9,3  | 15,4 | 19 323    |
| Gavião                      | 49,7 | 11,4    | 22,8 | 9,0  | 4 336     |
| Góis                        | 48,3 | 30,6    | 3,2  | 11,8 | 3 495     |
| Golegã                      | 34,1 | 15,2    | 36,2 | 7,1  | 3 699     |
| Gondomar                    | 42,9 | 24,5    | 20,0 | 8,3  | 75 695    |
| Gouveia                     | 41,0 | 27,4    | 8,2  | 17,0 | 11 125    |
| Grândola                    | 21,6 | 14,3    | 54,8 | 3,9  | 11 028    |
| Guarda                      | 46,2 | 23,3    | 4,8  | 18,8 | 24 134    |
| Guimarães                   | 47,7 | 17,3    | 12,5 | 16,3 | 79 029    |
| Horta                       | 30,7 | 55,0    | 4,8  | 5,2  | 7 972     |
| Idanha-a-Nova               | 48,9 | 21,5    | 8,3  | 10,0 | 9 950     |
| Ílhavo                      | 36,6 | 37,0    | 7,5  | 14,2 | 15 915    |
| Lagoa                       | 30,3 | 52,3    | 4,1  | 5,1  | 4 394     |
| Lagoa                       | 45,7 | 18,6    | 19,7 | 7,9  | 9 236     |
| Lagos                       | 46,1 | 15,2    | 22,6 | 7,7  | 12 635    |
| Lajes das Flores            | 33,1 | 49,9    | 7,3  | 3,9  | 901       |
| Lajes do Pico               | 40,6 | 50,8    | 1,9  | 3,2  | 2 969     |
| Lamego                      | 35,2 | 33,5    | 7,6  | 15,4 | 16 556    |
| Leiria                      | 29,1 | 35,4    | 5,8  | 24,2 | 54 578    |
| Lisboa                      | 33,9 | 23,7    | 22,7 | 14,3 | 531 448   |
| Loulé                       | 38,3 | 34,6    | 11,8 | 7,4  | 25 896    |
| Loures                      | 37,8 | 17,2    | 33,0 | 7,1  | 161 302   |
| Lourinhã                    | 38,1 | 32,8    | 4,8  | 17,3 | 12 254    |
| Lousã                       | 53,5 | 25,0    | 6,5  | 8,1  | 7 539     |
| Lousada                     | 47,0 | 27,7    | 8,5  | 10,9 | 18 819    |
| Mação                       | 31,3 | 44,9    | 6,5  | 9,2  | 7 705     |
| Macedo de Cavaleiros        | 26,2 | 39,2    | 3,7  | 22,7 | 10 576    |
| Machico                     | 20,8 | 59,3    | 1,9  | 2,6  | 9 140     |
| Madalena                    | 31,6 | 58,1    | 3,4  | 2,4  | 3 221     |
| Mafra                       | 40,9 | 25,8    | 14,6 | 10,7 | 25 008    |
| Maia                        | 46,1 | 22,5    | 14,3 | 12,3 | 45 932    |
| Mangualde                   | 38,3 | 30,4    | 5,8  | 18,9 | 11 754    |
| Manteigas                   | 38,8 | 17,8    | 14,8 | 22,1 | 2 466     |
| Marco de Canaveses          | 41,1 | 35,0    | 5,5  | 11,8 | 22 112    |
| Marinha Grande              | 36,1 | 14,8    | 37,6 | 4,5  | 17 913    |
| Marvão                      | 52,0 | 19,7    | 10,0 | 10,7 | 3 600     |
| Matosinhos                  | 49,5 | 21,8    | 15,3 | 9,3  | 81 113    |
| Mealhada                    | 53,0 | 25,1    | 10,5 | 6,5  | 10 477    |
| Mêda                        | 24,4 | 32,6    | 2,6  | 34,3 | 4 626     |
| Melgaço                     | 42,4 | 33,2    | 4,1  | 13,5 | 6 168     |
| Mértola                     | 23,3 | 7,9     | 57,2 | 3,6  | 6 813     |
| Mesão Frio                  | 35,7 | 41,8    | 6,0  | 9,4  | 3 187     |
| Mira                        | 41,4 | 38,9    | 2,9  | 11,6 | 6 976     |
| Miranda do Corvo            | 47,4 | 32,5    | 5,5  | 7,9  | 6 616     |
| Miranda do Douro            | 31,6 | 38,5    | 3,1  | 17,0 | 5 260     |
| Mirandela                   | 30,1 | 34,6    | 6,5  | 21,2 | 14 483    |
| Mogadouro                   | 25,7 | 48,8    | 2,7  | 15,2 | 7 940     |
| Moimenta da Beira           | 27,5 | 33,2    | 6,2  | 26,0 | 6 593     |
| Moita                       | 21,6 | 7,8     | 60,1 | 3,1  | 31 568    |
| Monção                      | 31,3 | 27,0    | 4,0  | 30,6 | 12 000    |
| Monchique                   | 41,5 | 31,2    | 12,6 | 7,0  | 6 050     |
| Mondim de Basto             | 24,4 | 29,0    | 1,8  | 34,8 | 4 383     |
| Monforte                    | 31,9 | 19,4    | 31,4 | 10,3 | 2 721     |
| Montalegre                  | 34,5 | 47,2    | 5,1  | 4,3  | 8 983     |
| Montemor-o-Novo             | 18,0 | 16,4    | 58,4 | 2,8  | 14 197    |
| Montemor-o-Velho            | 55,0 | 17,2    | 12,2 | 8,4  | 14 212    |
| Montijo                     | 33,7 | 15,2    | 40,0 | 5,1  | 22 034    |
| Mora                        | 15,9 | 22,4    | 51,7 | 5,9  | 5 009     |
| Mortágua                    | 34,0 | 43,5    | 5,6  | 10,2 | 5 571     |
| Moura                       | 31,4 | 8,3     | 48,4 | 4,2  | 11 506    |
| Mourão                      | 32,3 | 22,8    | 35,4 | 3,3  | 2 054     |
| Murça                       | 21,0 | 45,7    | 4,7  | 19,2 | 4 491     |
| Murtosa                     | 20,2 | 57,4    | 3,3  | 13,1 | 5 182     |
| Nazaré                      | 53,6 | 20,3    | 11,8 | 8,2  | 8 614     |
| Nelas                       | 43,3 | 31,3    | 6,4  | 12,0 | 7 981     |
| Nisa                        | 41,0 | 19,1    | 24,4 | 7,8  | 7 463     |
| Nordeste                    | 27,1 | 57,0    | 2,5  | 5,9  | 3 134     |
| Óbidos                      | 45,3 | 26,4    | 9,9  | 10,7 | 5 745     |
| Odemira                     | 26,1 | 10,8    | 48,7 | 5,4  | 18 079    |
| Oeiras                      | 34,2 | 23,3    | 23,8 | 13,9 | 86 857    |
| Oleiros                     | 15,7 | 61,8    | 1,8  | 14,2 | 5 952     |
| Olhão                       | 48,2 | 19,6    | 15,5 | 8,7  | 19 513    |
| Oliveira de Azeméis         | 39,8 | 35,4    | 6,6  | 13,3 | 33 595    |
| Oliveira de Frades          | 23,0 | 51,2    | 2,7  | 18,7 | 6 159     |
| Oliveira do Bairro          | 16,5 | 48,7    | 2,2  | 27,8 | 10 337    |
| Oliveira do Hospital        | 39,5 | 38,5    | 2,6  | 12,3 | 13 372    |
| Ourém                       | 18,6 | 46,8    | 2,0  | 27,0 | 23 000    |
| Ourique                     | 24,8 | 25,3    | 40,0 | 3,3  | 4 894     |
| Ovar                        | 42,0 | 30,0    | 12,3 | 10,5 | 23 547    |
| Paços de Ferreira           | 36,5 | 34,6    | 8,0  | 16,5 | 20 562    |
| Palmela                     | 33,2 | 12,9    | 43,4 | 4,2  | 21 907    |
| Pampilhosa da Serra         | 27,4 | 49,7    | 3,6  | 11,2 | 3 982     |
| Paredes                     | 36,1 | 29,2    | 7,7  | 21,8 | 33 162    |
| Paredes de Coura            | 44,8 | 32,8    | 7,3  | 6,9  | 5 523     |
| Pedrógão Grande             | 20,8 | 57,9    | 2,5  | 11,5 | 3 416     |
| Penacova                    | 39,5 | 39,4    | 6,3  | 10,0 | 9 005     |
| Penafiel                    | 41,2 | 30,2    | 9,6  | 13,1 | 32 564    |
| Penalva do Castelo          | 30,9 | 32,2    | 3,1  | 26,4 | 5 220     |
| Penamacor                   | 42,9 | 28,0    | 3,4  | 16,9 | 5 473     |
| Penedono                    | 28,2 | 37,5    | 5,7  | 17,8 | 2 034     |
| Penela                      | 34,3 | 50,2    | 4,0  | 5,3  | 4 444     |
| Peniche                     | 44,9 | 23,4    | 18,1 | 7,9  | 14 091    |
| Peso da Régua               | 45,9 | 24,9    | 9,4  | 13,2 | 10 873    |
| Pinhel                      | 24,5 | 35,5    | 4,9  | 27,7 | 7 650     |
| Pombal                      | 28,2 | 48,9    | 3,2  | 12,5 | 26 524    |
| Ponta Delgada               | 29,5 | 53,1    | 4,7  | 3,8  | 25 159    |
| Ponta do Sol                | 6,9  | 77,0    | 1,1  | 11,9 | 4 696     |
| Ponte da Barca              | 30,3 | 43,7    | 3,6  | 15,7 | 7 264     |
| Ponte de Lima               | 21,8 | 34,4    | 5,3  | 33,1 | 24 163    |
| Ponte de Sor                | 23,3 | 18,9    | 45,1 | 5,9  | 11 983    |
| Portalegre                  | 48,3 | 23,0    | 14,7 | 9,4  | 18 094    |
| Portel                      | 18,8 | 13,5    | 59,0 | 2,1  | 5 365     |
| Portimão                    | 46,5 | 18,0    | 19,6 | 8,6  | 22 063    |
| Porto                       | 37,5 | 27,0    | 17,1 | 14,3 | 212 918   |
| Porto de Mós                | 29,5 | 36,4    | 7,0  | 21,4 | 13 102    |
| Porto Moniz                 | 7,2  | 63,3    | 0,3  | 24,5 | 2 031     |
| Porto Santo                 | 38,2 | 54,4    | 1,1  | 2,4  | 2 232     |
| Póvoa de Lanhoso            | 34,8 | 37,8    | 3,4  | 16,9 | 10 803    |
| Póvoa de Varzim             | 33,0 | 31,4    | 9,3  | 22,2 | 28 355    |
| Povoação                    | 24,0 | 59,3    | 1,6  | 6,4  | 3 737     |
| Proença-a-Nova              | 21,6 | 49,9    | 1,6  | 21,0 | 7 488     |
| Redondo                     | 25,8 | 17,4    | 45,8 | 4,3  | 5 325     |
| Reguengos de Monsaraz       | 38,1 | 16,4    | 36,1 | 3,7  | 7 458     |
| Resende                     | 29,8 | 51,2    | 3,3  | 7,2  | 7 458     |
| Ribeira Brava               | 10,8 | 75,3    | 1,4  | 5,7  | 6 278     |
| Ribeira de Pena             | 29,2 | 46,3    | 1,2  | 13,6 | 4 443     |
| Ribeira Grande              | 29,9 | 57,7    | 2,2  | 2,8  | 10 497    |
| Rio Maior                   | 41,9 | 35,2    | 4,4  | 13,3 | 11 877    |
| Sabrosa                     | 32,9 | 42,9    | 4,3  | 11,3 | 4 895     |
| Sabugal                     | 21,3 | 34,8    | 2,1  | 33,3 | 11 392    |
| Salvaterra de Magos         | 46,9 | 13,1    | 29,5 | 3,2  | 10 107    |
| Santa Comba Dão             | 33,5 | 39,9    | 3,1  | 14,0 | 7 669     |
| Santa Cruz                  | 21,5 | 60,5    | 3,5  | 6,1  | 11 580    |
| Santa Cruz da Graciosa      | 30,9 | 62,6    | 0,6  | 1,1  | 2 637     |
| Santa Cruz das Flores       | 20,1 | 44,9    | 3,4  | 16,3 | 1 244     |
| Santa Marta de Penaguião    | 45,1 | 33,7    | 5,8  | 9,3  | 5 813     |
| Santana                     | 10,5 | 75,2    | 1,0  | 7,3  | 5 207     |
| Santarém                    | 44,1 | 23,7    | 17,7 | 8,2  | 39 817    |
| Santiago do Cacém           | 26,5 | 13,4    | 48,1 | 6,8  | 18 772    |
| Santo Tirso                 | 48,6 | 23,0    | 10,0 | 13,4 | 53 649    |
| São Brás de Alportel        | 43,3 | 30,2    | 15,2 | 4,9  | 4 441     |
| São João da Madeira         | 43,9 | 26,0    | 9,5  | 16,4 | 10 188    |
| São João da Pesqueira       | 30,6 | 32,0    | 7,1  | 21,7 | 5 057     |
| São Pedro do Sul            | 32,4 | 37,4    | 7,5  | 15,3 | 11 519    |
| São Roque do Pico           | 35,2 | 53,9    | 5,0  | 1,8  | 1 925     |
| São Vicente                 | 15,8 | 60,8    | 0,7  | 14,3 | 3 653     |
| Sardoal                     | 45,4 | 18,2    | 7,8  | 18,9 | 3 014     |
| Sátão                       | 21,6 | 34,0    | 1,3  | 36,7 | 6 983     |
| Seia                        | 41,3 | 30,2    | 8,1  | 15,0 | 17 673    |
| Seixal                      | 32,0 | 12,5    | 45,1 | 5,5  | 48 808    |
| Sernancelhe                 | 22,3 | 25,3    | 1,8  | 42,4 | 3 861     |
| Serpa                       | 26,9 | 14,2    | 50,0 | 3,6  | 12 698    |
| Sertã                       | 20,4 | 56,7    | 2,2  | 13,0 | 12 322    |
| Sesimbra                    | 33,7 | 12,4    | 40,4 | 6,7  | 13 983    |
| Setúbal                     | 34,3 | 15,1    | 38,0 | 6,7  | 60 820    |
| Sever do Vouga              | 20,6 | 52,4    | 3,5  | 19,0 | 8 099     |
| Silves                      | 40,4 | 19,9    | 25,6 | 6,4  | 19 481    |
| Sines                       | 27,4 | 10,7    | 50,0 | 6,4  | 6 907     |
| Sintra                      | 38,2 | 20,7    | 25,5 | 9,8  | 128 478   |
| Sobral de Monte Agraço      | 32,0 | 15,9    | 41,0 | 4,2  | 4 641     |
| Soure                       | 59,1 | 20,3    | 9,3  | 4,4  | 12 850    |
| Sousel                      | 16,2 | 35,5    | 38,1 | 4,6  | 4 865     |
| Tábua                       | 37,0 | 36,9    | 3,8  | 15,6 | 7 315     |
| Tabuaço                     | 24,0 | 27,2    | 2,4  | 39,2 | 4 581     |
| Tarouca                     | 19,2 | 41,5    | 9,0  | 22,0 | 4 288     |
| Tavira                      | 46,8 | 21,9    | 11,3 | 10,2 | 13 632    |
| Terras de Bouro             | 23,5 | 50,2    | 5,3  | 13,5 | 5 502     |
| Tomar                       | 38,5 | 30,2    | 9,2  | 14,0 | 27 201    |
| Tondela                     | 28,3 | 36,2    | 3,0  | 25,8 | 20 444    |
| Torre de Moncorvo           | 36,2 | 29,0    | 4,6  | 22,4 | 7 006     |
| Torres Novas                | 38,2 | 25,8    | 20,1 | 8,1  | 22 240    |
| Torres Vedras               | 39,1 | 27,1    | 18,8 | 8,5  | 37 366    |
| Trancoso                    | 22,4 | 41,1    | 3,0  | 25,8 | 7 530     |
| Vagos                       | 13,2 | 48,9    | 1,5  | 29,8 | 10 081    |
| Vale de Cambra              | 29,5 | 32,2    | 3,8  | 28,7 | 13 485    |
| Valença                     | 37,0 | 36,4    | 4,3  | 15,9 | 7 669     |
| Valongo                     | 47,2 | 23,5    | 14,8 | 10,1 | 35 029    |
| Valpaços                    | 19,8 | 48,4    | 2,1  | 22,5 | 12 396    |
| Velas                       | 13,6 | 64,6    | 0,6  | 16,7 | 2 901     |
| Vendas Novas                | 24,5 | 18,2    | 46,7 | 5,5  | 7 399     |
| Viana do Alentejo           | 21,1 | 14,6    | 55,2 | 2,2  | 4 180     |
| Viana do Castelo            | 32,9 | 27,8    | 18,6 | 14,0 | 46 021    |
| Vidigueira                  | 25,8 | 12,3    | 50,2 | 3,9  | 4 617     |
| Vieira do Minho             | 31,7 | 39,6    | 7,1  | 10,6 | 8 464     |
| Vila de Rei                 | 11,8 | 64,2    | 1,8  | 14,8 | 3 065     |
| Vila do Bispo               | 44,3 | 13,6    | 28,8 | 3,7  | 3 367     |
| Vila da Feira               | 47,3 | 30,9    | 6,4  | 10,6 | 58 310    |
| Vila do Conde               | 46,6 | 25,6    | 10,6 | 13,1 | 34 856    |
| Vila do Porto               | 41,0 | 46,6    | 2,2  | 4,2  | 2 464     |
| Vila Flor                   | 27,5 | 39,2    | 6,6  | 18,7 | 4 962     |
| Vila Franca de Xira         | 37,5 | 13,6    | 38,1 | 5,9  | 51 417    |
| Vila Franca do Campo        | 31,1 | 56,6    | 2,5  | 3,2  | 4 593     |
| Vila Nova da Barquinha      | 49,4 | 17,6    | 18,3 | 7,2  | 4 811     |
| Vila Nova de Cerveira       | 36,7 | 43,4    | 6,1  | 6,7  | 5 266     |
| Vila Nova de Famalicão      | 45,6 | 24,4    | 8,5  | 16,6 | 59 350    |
| Vila Nova de Foz Coa        | 26,1 | 39,5    | 5,4  | 22,2 | 6 253     |
| Vila Nova de Gaia           | 45,9 | 25,2    | 14,6 | 9,8  | 134 254   |
| Vila Nova de Paiva          | 21,0 | 40,7    | 1,9  | 27,4 | 3 435     |
| Vila Nova de Poiares        | 40,6 | 39,7    | 6,4  | 5,9  | 3 492     |
| Vila Pouca de Aguiar        | 35,7 | 44,8    | 4,8  | 6,5  | 8 909     |
| Vila Praia da Vitória       | 34,4 | 55,3    | 1,4  | 3,7  | 10 036    |
| Vila Real                   | 33,0 | 39,5    | 6,8  | 13,6 | 25 674    |
| Vila Real de Santo António  | 36,3 | 17,2    | 34,4 | 4,8  | 9 790     |
| Vila Velha de Ródão         | 46,2 | 25,9    | 4,5  | 16,0 | 3 430     |
| Vila Verde                  | 27,3 | 30,9    | 2,8  | 31,5 | 22 130    |
| Vila Viçosa                 | 28,7 | 17,6    | 44,2 | 4,3  | 5 681     |
| Vimioso                     | 29,6 | 51,3    | 2,1  | 5,5  | 3 827     |
| Vinhais                     | 27,7 | 27,3    | 4,6  | 31,7 | 7 454     |
| Viseu                       | 31,6 | 36,4    | 4,2  | 21,7 | 45 364    |
| Vouzela                     | 27,0 | 42,8    | 3,7  | 19,9 | 7 546     |
| Portugal                    | 36,4 | 27,0    | 18,2 | 12,4 | 5 629 996 |

## Resultados por círculo eleitoral

### Açores
| Partidos                | Partidos                             | Votos   | %             | +/-     | Deputados | +/-     |
| ----------------------- | ------------------------------------ | ------- | ------------- | ------- | --------- | ------- |
|                         | Partido Social Democrata             | 58 536  | 54,5 / 100,0  | 2,5     | 3 / 5     | 1       |
|                         | Partido Socialista                   | 33 408  | 31,1 / 100,0  | 3,8     | 2 / 5     | 1       |
|                         | Partido do Centro Democrático Social | 5 020   | 4,7 / 100,0   | 0,2     | 0 / 5     | Estável |
|                         | Aliança Povo Unido                   | 3 303   | 3,1 / 100,0   | Estável | 0 / 5     | Estável |
|                         | Partido Democrático do Atlântico     | 1 509   | 1,4 / 100,0   | 0,2     | 0 / 5     | Estável |
|                         | Outros                               | 2 343   | 2,2 / 100,0   |         | 0 / 5     |         |
| Votos inválidos         | Votos inválidos                      | 3 267   | 3,0 / 100,0   | 0,5     |           |         |
| Total                   | Total                                | 107 386 | 100,0 / 100,0 |         | 5 / 5     |         |
| Eleitorado/Participação | Eleitorado/Participação              | 161 530 | 66,5 / 100,0  | 9,7     |           |         |

### Aveiro
| Partidos                | Partidos                             | Votos   | %             | +/- | Deputados | +/-     |
| ----------------------- | ------------------------------------ | ------- | ------------- | --- | --------- | ------- |
|                         | Partido Socialista                   | 125 035 | 36,6 / 100,0  | 9,5 | 6 / 15    | 2       |
|                         | Partido Social Democrata             | 119 058 | 34,8 / 100,0  | -   | 6 / 15    | -       |
|                         | Partido do Centro Democrático Social | 56 115  | 16,4 / 100,0  | -   | 2 / 15    | -       |
|                         | Aliança Povo Unido                   | 23 963  | 7,0 / 100,0   | 0,2 | 1 / 15    | Estável |
|                         | Outros                               | 9 385   | 2,7 / 100,0   |     | 0 / 15    |         |
| Votos inválidos         | Votos inválidos                      | 8 534   | 2,5 / 100,0   | 0,6 |           |         |
| Total                   | Total                                | 342 090 | 100,0 / 100,0 |     | 15 / 15   |         |
| Eleitorado/Participação | Eleitorado/Participação              | 432 703 | 79,1 / 100,0  | 7,0 |           |         |

### Beja
| Partidos                | Partidos                             | Votos   | %             | +/- | Deputados | +/- |
| ----------------------- | ------------------------------------ | ------- | ------------- | --- | --------- | --- |
|                         | Aliança Povo Unido                   | 56 986  | 49,4 / 100,0  | 2,3 | 3 / 5     | -   |
|                         | Partido Socialista                   | 32 265  | 28,0 / 100,0  | 6,9 | 2 / 5     | 1   |
|                         | Partido Social Democrata             | 13 545  | 11,8 / 100,0  | -   | 0 / 5     | -   |
|                         | Partido do Centro Democrático Social | 4 719   | 4,1 / 100,0   | -   | 0 / 5     | -   |
|                         | Outros                               | 3 587   | 3,1 / 100,0   |     | 0 / 5     |     |
| Votos inválidos         | Votos inválidos                      | 4 181   | 3,6 / 100,0   | 0,8 |           |     |
| Total                   | Total                                | 115 283 | 100,0 / 100,0 |     | 5 / 5     |     |
| Eleitorado/Participação | Eleitorado/Participação              | 146 909 | 78,5 / 100,0  | 5,9 |           |     |

### Braga
| Partidos                | Partidos                             | Votos   | %             | +/-  | Deputados | +/-     |
| ----------------------- | ------------------------------------ | ------- | ------------- | ---- | --------- | ------- |
|                         | Partido Socialista                   | 149 782 | 39,7 / 100,0  | 10,4 | 7 / 16    | 2       |
|                         | Partido Social Democrata             | 101 826 | 27,0 / 100,0  | -    | 5 / 16    | -       |
|                         | Partido do Centro Democrático Social | 69 051  | 18,3 / 100,0  | -    | 3 / 16    | -       |
|                         | Aliança Povo Unido                   | 33 336  | 8,8 / 100,0   | 0,4  | 1 / 16    | Estável |
|                         | Partido da Democracia Cristã         | 3 812   | 1,0 / 100,0   | 0,7  | 0 / 16    | Estável |
|                         | Outros                               | 10 149  | 2,7 / 100,0   |      | 0 / 16    |         |
| Votos inválidos         | Votos inválidos                      | 9 746   | 2,6 / 100,0   | 0,5  |           |         |
| Total                   | Total                                | 377 702 | 100,0 / 100,0 |      | 16 / 16   | 1       |
| Eleitorado/Participação | Eleitorado/Participação              | 462 356 | 81,7 / 100,0  | 7,6  |           |         |

### Bragança
| Partidos                | Partidos                             | Votos   | %             | +/-     | Deputados | +/-     |
| ----------------------- | ------------------------------------ | ------- | ------------- | ------- | --------- | ------- |
|                         | Partido Social Democrata             | 33 196  | 35,8 / 100,0  | -       | 2 / 4     | -       |
|                         | Partido Socialista                   | 28 185  | 30,4 / 100,0  | 9,1     | 1 / 4     | Estável |
|                         | Partido do Centro Democrático Social | 19 382  | 20,9 / 100,0  | -       | 1 / 4     | -       |
|                         | Aliança Povo Unido                   | 4 415   | 4,8 / 100,0   | Estável | 0 / 4     | Estável |
|                         | Partido da Democracia Cristã         | 932     | 1,0 / 100,0   | 0,2     | 0 / 4     | Estável |
|                         | Outros                               | 2 882   | 3,1 / 100,0   |         | 0 / 4     |         |
| Votos inválidos         | Votos inválidos                      | 3 786   | 4,1 / 100,0   | 1,0     |           |         |
| Total                   | Total                                | 92 778  | 100,0 / 100,0 |         | 4 / 4     |         |
| Eleitorado/Participação | Eleitorado/Participação              | 132 455 | 70,0 / 100,0  | 10,1    |           |         |

### Castelo Branco
| Partidos                | Partidos                             | Votos   | %             | +/-  | Deputados | +/-     |
| ----------------------- | ------------------------------------ | ------- | ------------- | ---- | --------- | ------- |
|                         | Partido Socialista                   | 51 483  | 37,1 / 100,0  | 6,8  | 3 / 6     | 1       |
|                         | Partido Social Democrata             | 42 461  | 30,6 / 100,0  | -    | 2 / 6     | -       |
|                         | Partido do Centro Democrático Social | 18 264  | 13,2 / 100,0  | -    | 1 / 6     | -       |
|                         | Aliança Povo Unido                   | 15 616  | 11,3 / 100,0  | 0,8  | 0 / 6     | Estável |
|                         | Outros                               | 5 644   | 4,1 / 100,0   |      | 0 / 6     |         |
| Votos inválidos         | Votos inválidos                      | 5 297   | 3,8 / 100,0   | 0,5  |           |         |
| Total                   | Total                                | 138 765 | 100,0 / 100,0 |      | 6 / 6     |         |
| Eleitorado/Participação | Eleitorado/Participação              | 188 876 | 73,5 / 100,0  | 10,7 |           |         |

### Coimbra
| Partidos                | Partidos                             | Votos   | %             | +/- | Deputados | +/-     |
| ----------------------- | ------------------------------------ | ------- | ------------- | --- | --------- | ------- |
|                         | Partido Socialista                   | 112 518 | 45,3 / 100,0  | 9,4 | 6 / 11    | 1       |
|                         | Partido Social Democrata             | 68 935  | 27,8 / 100,0  | -   | 3 / 11    | -       |
|                         | Aliança Povo Unido                   | 26 471  | 10,7 / 100,0  | 0,8 | 1 / 11    | Estável |
|                         | Partido do Centro Democrático Social | 25 375  | 10,2 / 100,0  | -   | 1 / 11    | -       |
|                         | Outros                               | 7 244   | 2,9 / 100,0   |     | 0 / 11    |         |
| Votos inválidos         | Votos inválidos                      | 7 664   | 3,1 / 100,0   | 0,4 |           |         |
| Total                   | Total                                | 248 207 | 100,0 / 100,0 |     | 11 / 11   | 1       |
| Eleitorado/Participação | Eleitorado/Participação              | 331 399 | 74,9 / 100,0  | 6,7 |           |         |

### Évora
| Partidos                | Partidos                             | Votos   | %             | +/- | Deputados | +/-     |
| ----------------------- | ------------------------------------ | ------- | ------------- | --- | --------- | ------- |
|                         | Aliança Povo Unido                   | 56 722  | 47,6 / 100,0  | 1,9 | 3 / 5     | Estável |
|                         | Partido Socialista                   | 28 486  | 23,9 / 100,0  | 5,2 | 1 / 5     | Estável |
|                         | Partido Social Democrata             | 22 184  | 18,6 / 100,0  | -   | 1 / 5     | -       |
|                         | Partido do Centro Democrático Social | 5 395   | 4,5 / 100,0   | -   | 0 / 5     | -       |
|                         | Outros                               | 3 812   | 3,2 / 100,0   |     | 0 / 5     |         |
| Votos inválidos         | Votos inválidos                      | 2 648   | 2,2 / 100,0   | 0,3 |           |         |
| Total                   | Total                                | 119 247 | 100,0 / 100,0 |     | 5 / 5     |         |
| Eleitorado/Participação | Eleitorado/Participação              | 141 623 | 84,2 / 100,0  | 5,2 |           |         |

### Faro
| Partidos                | Partidos                             | Votos   | %             | +/- | Deputados | +/-     |
| ----------------------- | ------------------------------------ | ------- | ------------- | --- | --------- | ------- |
|                         | Partido Socialista                   | 83 718  | 43,2 / 100,0  | 8,5 | 5 / 9     | 1       |
|                         | Partido Social Democrata             | 44 758  | 23,1 / 100,0  | -   | 2 / 9     | -       |
|                         | Aliança Povo Unido                   | 36 141  | 18,6 / 100,0  | 1,9 | 2 / 9     | 1       |
|                         | Partido do Centro Democrático Social | 14 428  | 7,4 / 100,0   | -   | 0 / 9     | -       |
|                         | União Democrática Popular            | 2 272   | 1,2 / 100,0   | 0,7 | 0 / 9     | Estável |
|                         | Outros                               | 6 676   | 3,4 / 100,0   |     | 0 / 9     |         |
| Votos inválidos         | Votos inválidos                      | 5 983   | 3,1 / 100,0   | 0,1 |           |         |
| Total                   | Total                                | 193 976 | 100,0 / 100,0 |     | 9 / 9     |         |
| Eleitorado/Participação | Eleitorado/Participação              | 251 947 | 77,0 / 100,0  | 6,3 |           |         |

### Guarda
| Partidos                | Partidos                             | Votos   | %             | +/- | Deputados | +/-     |
| ----------------------- | ------------------------------------ | ------- | ------------- | --- | --------- | ------- |
|                         | Partido Socialista                   | 39 618  | 33,5 / 100,0  | 7,2 | 2 / 5     | 1       |
|                         | Partido Social Democrata             | 37 233  | 31,5 / 100,0  | -   | 2 / 5     | -       |
|                         | Partido do Centro Democrático Social | 28 135  | 23,8 / 100,0  | -   | 1 / 5     | -       |
|                         | Aliança Povo Unido                   | 5 806   | 4,9 / 100,0   | 0,1 | 0 / 5     | Estável |
|                         | Outros                               | 3 088   | 2,6 / 100,0   |     | 0 / 5     |         |
| Votos inválidos         | Votos inválidos                      | 4 413   | 3,7 / 100,0   | 0,6 |           |         |
| Total                   | Total                                | 118 293 | 100,0 / 100,0 |     | 5 / 5     |         |
| Eleitorado/Participação | Eleitorado/Participação              | 157 442 | 75,1 / 100,0  | 8,5 |           |         |

### Leiria
| Partidos                | Partidos                             | Votos   | %             | +/-  | Deputados | +/-     |
| ----------------------- | ------------------------------------ | ------- | ------------- | ---- | --------- | ------- |
|                         | Partido Social Democrata             | 84 862  | 35,6 / 100,0  | -    | 4 / 11    | -       |
|                         | Partido Socialista                   | 78 041  | 32,7 / 100,0  | 10,0 | 4 / 11    | 1       |
|                         | Partido do Centro Democrático Social | 38 556  | 16,2 / 100,0  | -    | 2 / 11    | -       |
|                         | Aliança Povo Unido                   | 22 572  | 9,5 / 100,0   | 0,2  | 1 / 11    | Estável |
|                         | Outros                               | 7 095   | 3,0 / 100,0   |      | 0 / 11    |         |
| Votos inválidos         | Votos inválidos                      | 7 243   | 3,0 / 100,0   | 0,7  |           |         |
| Total                   | Total                                | 238 369 | 100,0 / 100,0 |      | 11 / 11   |         |
| Eleitorado/Participação | Eleitorado/Participação              | 308 231 | 77,3 / 100,0  | 6,5  |           |         |

### Lisboa
| Partidos                | Partidos                             | Votos     | %             | +/- | Deputados | +/- |
| ----------------------- | ------------------------------------ | --------- | ------------- | --- | --------- | --- |
|                         | Partido Socialista                   | 453 116   | 35,8 / 100,0  | 7,7 | 21 / 56   | 4   |
|                         | Aliança Povo Unido                   | 320 066   | 25,3 / 100,0  | 2,1 | 15 / 56   | 2   |
|                         | Partido Social Democrata             | 276 660   | 21,8 / 100,0  | -   | 13 / 56   | -   |
|                         | Partido do Centro Democrático Social | 148 379   | 11,7 / 100,0  | -   | 7 / 56    | -   |
|                         | Frente Eleitoral UDP/PSR             | 15 940    | 1,3 / 100,0   | 1,8 | 0 / 56    | 1   |
|                         | Outros                               | 27 528    | 2,2 / 100,0   |     | 0 / 56    |     |
| Votos inválidos         | Votos inválidos                      | 25 908    | 2,0 / 100,0   | 0,3 |           |     |
| Total                   | Total                                | 1 267 597 | 100,0 / 100,0 |     | 56 / 56   |     |
| Eleitorado/Participação | Eleitorado/Participação              | 1 571 281 | 80,7 / 100,0  | 5,7 |           |     |

### Madeira
| Partidos                | Partidos                             | Votos   | %             | +/- | Deputados | +/-     |
| ----------------------- | ------------------------------------ | ------- | ------------- | --- | --------- | ------- |
|                         | Partido Social Democrata             | 66 611  | 56,2 / 100,0  | 7,4 | 4 / 5     | Estável |
|                         | Partido Socialista                   | 28 888  | 24,4 / 100,0  | 7,9 | 1 / 5     | Estável |
|                         | Partido do Centro Democrático Social | 9 734   | 8,2 / 100,0   | 1,5 | 0 / 5     | Estável |
|                         | Aliança Povo Unido                   | 3 300   | 2,8 / 100,0   | 0,1 | 0 / 5     | Estável |
|                         | União Democrática Popular            | 3 212   | 2,7 / 100,0   | 1,8 | 0 / 5     | Estável |
|                         | Outros                               | 3 354   | 2,8 / 100,0   |     | 0 / 5     |         |
| Votos inválidos         | Votos inválidos                      | 3 348   | 2,8 / 100,0   | 0,1 |           |         |
| Total                   | Total                                | 118 447 | 100,0 / 100,0 |     | 5 / 5     |         |
| Eleitorado/Participação | Eleitorado/Participação              | 161 352 | 73,4 / 100,0  | 7,5 |           |         |

### Portalegre
| Partidos                | Partidos                             | Votos   | %             | +/- | Deputados | +/-     |
| ----------------------- | ------------------------------------ | ------- | ------------- | --- | --------- | ------- |
|                         | Partido Socialista                   | 34 299  | 38,5 / 100,0  | 6,1 | 2 / 4     | 1       |
|                         | Aliança Povo Unido                   | 25 615  | 28,7 / 100,0  | 2,6 | 1 / 4     | Estável |
|                         | Partido Social Democrata             | 17 053  | 19,1 / 100,0  | -   | 1 / 4     | -       |
|                         | Partido do Centro Democrático Social | 6 715   | 7,5 / 100,0   | -   | 0 / 4     | -       |
|                         | Outros                               | 2 739   | 3,1 / 100,0   |     | 0 / 4     |         |
| Votos inválidos         | Votos inválidos                      | 2 785   | 3,1 / 100,0   | 0,6 |           |         |
| Total                   | Total                                | 89 206  | 100,0 / 100,0 |     | 4 / 4     |         |
| Eleitorado/Participação | Eleitorado/Participação              | 108 256 | 82,4 / 100,0  | 5,8 |           |         |

### Porto
| Partidos                | Partidos                             | Votos     | %             | +/- | Deputados | +/-     |
| ----------------------- | ------------------------------------ | --------- | ------------- | --- | --------- | ------- |
|                         | Partido Socialista                   | 383 485   | 43,0 / 100,0  | 8,7 | 18 / 38   | 4       |
|                         | Partido Social Democrata             | 233 615   | 26,2 / 100,0  | -   | 10 / 38   | -       |
|                         | Aliança Povo Unido                   | 121 181   | 13,6 / 100,0  | 1,7 | 5 / 38    | Estável |
|                         | Partido do Centro Democrático Social | 111 007   | 12,5 / 100,0  | -   | 5 / 38    | -       |
|                         | Outros                               | 25 117    | 2,8 / 100,0   |     | 0 / 38    |         |
| Votos inválidos         | Votos inválidos                      | 16 518    | 1,9 / 100,0   | 0,1 |           |         |
| Total                   | Total                                | 890 896   | 100,0 / 100,0 |     | 38 / 38   |         |
| Eleitorado/Participação | Eleitorado/Participação              | 1 086 668 | 82,0 / 100,0  | 0,6 |           |         |

### Santarém
| Partidos                | Partidos                             | Votos   | %             | +/- | Deputados | +/-     |
| ----------------------- | ------------------------------------ | ------- | ------------- | --- | --------- | ------- |
|                         | Partido Socialista                   | 104 824 | 38,4 / 100,0  | 8,0 | 5 / 12    | 1       |
|                         | Partido Social Democrata             | 67 238  | 24,7 / 100,0  | -   | 3 / 12    | -       |
|                         | Aliança Povo Unido                   | 54 473  | 20,0 / 100,0  | 1,0 | 3 / 12    | 1       |
|                         | Partido do Centro Democrático Social | 27 310  | 10,0 / 100,0  | -   | 1 / 12    | -       |
|                         | União Democrática Popular            | 2 677   | 1,0 / 100,0   | 0,2 | 0 / 12    | Estável |
|                         | Outros                               | 8 120   | 3,0 / 100,0   |     | 0 / 12    |         |
| Votos inválidos         | Votos inválidos                      | 8 165   | 3,0 / 100,0   | 0,6 |           |         |
| Total                   | Total                                | 272 809 | 100,0 / 100,0 |     | 12 / 12   |         |
| Eleitorado/Participação | Eleitorado/Participação              | 349 010 | 78,2 / 100,0  | 6,6 |           |         |

### Setúbal
| Partidos                | Partidos                             | Votos   | %             | +/- | Deputados | +/-     |
| ----------------------- | ------------------------------------ | ------- | ------------- | --- | --------- | ------- |
|                         | Aliança Povo Unido                   | 183 372 | 45,8 / 100,0  | 1,8 | 8 / 17    | 1       |
|                         | Partido Socialista                   | 122 531 | 30,6 / 100,0  | 7,1 | 6 / 17    | 2       |
|                         | Partido Social Democrata             | 50 657  | 12,7 / 100,0  | -   | 2 / 17    | -       |
|                         | Partido do Centro Democrático Social | 20 578  | 5,1 / 100,0   | -   | 1 / 17    | -       |
|                         | União Democrática Popular            | 6 959   | 1,7 / 100,0   | 1,1 | 0 / 17    | Estável |
|                         | Outros                               | 7 671   | 1,9 / 100,0   |     | 0 / 17    |         |
| Votos inválidos         | Votos inválidos                      | 8 327   | 2,1 / 100,0   | 0,3 |           |         |
| Total                   | Total                                | 400 045 | 100,0 / 100,0 |     | 17 / 17   |         |
| Eleitorado/Participação | Eleitorado/Participação              | 489 553 | 81,7 / 100,0  | 5,1 |           |         |

### Viana do Castelo
| Partidos                | Partidos                             | Votos   | %             | +/- | Deputados | +/-     |
| ----------------------- | ------------------------------------ | ------- | ------------- | --- | --------- | ------- |
|                         | Partido Social Democrata             | 44 869  | 32,6 / 100,0  | -   | 3 / 6     | -       |
|                         | Partido Socialista                   | 44 711  | 32,5 / 100,0  | 9,7 | 2 / 6     | 1       |
|                         | Partido do Centro Democrático Social | 25 291  | 18,4 / 100,0  | -   | 1 / 6     | -       |
|                         | Aliança Povo Unido                   | 13 572  | 9,9 / 100,0   | 0,1 | 0 / 6     | Estável |
|                         | Partido Popular Monárquico           | 1 322   | 1,0 / 100,0   | -   | 0 / 6     | -       |
|                         | Outros                               | 3 799   | 2,8 / 100,0   |     | 0 / 6     |         |
| Votos inválidos         | Votos inválidos                      | 4 017   | 2,9 / 100,0   | 0,2 |           |         |
| Total                   | Total                                | 137 581 | 100,0 / 100,0 |     | 6 / 6     |         |
| Eleitorado/Participação | Eleitorado/Participação              | 184 789 | 74,5 / 100,0  | 7,4 |           |         |

### Vila Real
| Partidos                | Partidos                             | Votos   | %             | +/- | Deputados | +/-     |
| ----------------------- | ------------------------------------ | ------- | ------------- | --- | --------- | ------- |
|                         | Partido Social Democrata             | 55 547  | 42,0 / 100,0  | -   | 3 / 6     | -       |
|                         | Partido Socialista                   | 42 758  | 32,3 / 100,0  | 9,5 | 2 / 6     | 1       |
|                         | Partido do Centro Democrático Social | 16 768  | 12,7 / 100,0  | -   | 1 / 6     | -       |
|                         | Aliança Povo Unido                   | 7 089   | 5,4 / 100,0   | 0,3 | 0 / 6     | Estável |
|                         | Outros                               | 5 219   | 4,0 / 100,0   |     | 0 / 6     |         |
| Votos inválidos         | Votos inválidos                      | 4 870   | 3,7 / 100,0   | 0,3 |           |         |
| Total                   | Total                                | 132 251 | 100,0 / 100,0 |     | 6 / 6     |         |
| Eleitorado/Participação | Eleitorado/Participação              | 185 138 | 71,4 / 100,0  | 9,5 |           |         |

### Viseu
| Partidos                | Partidos                             | Votos   | %             | +/-     | Deputados | +/-     |
| ----------------------- | ------------------------------------ | ------- | ------------- | ------- | --------- | ------- |
|                         | Partido Social Democrata             | 81 494  | 36,6 / 100,0  | -       | 4 / 10    | -       |
|                         | Partido Socialista                   | 68 835  | 30,9 / 100,0  | 10,0    | 4 / 10    | 2       |
|                         | Partido do Centro Democrático Social | 46 015  | 20,7 / 100,0  | -       | 2 / 10    | -       |
|                         | Aliança Povo Unido                   | 10 163  | 4,6 / 100,0   | 0,4     | 0 / 10    | Estável |
|                         | Partido da Democracia Cristã         | 3 233   | 1,5 / 100,0   | 1,1     | 0 / 10    | Estável |
|                         | Outros                               | 5 071   | 2,3 / 100,0   |         | 0 / 10    |         |
| Votos inválidos         | Votos inválidos                      | 7 972   | 3,6 / 100,0   | Estável |           |         |
| Total                   | Total                                | 222 783 | 100,0 / 100,0 |         | 10 / 10   |         |
| Eleitorado/Participação | Eleitorado/Participação              | 300 207 | 74,2 / 100,0  | 8,0     |           |         |

### Europa
| Partidos                | Partidos                             | Votos  | %             | +/-  | Deputados | +/-     |
| ----------------------- | ------------------------------------ | ------ | ------------- | ---- | --------- | ------- |
|                         | Partido Socialista                   | 11 939 | 33,6 / 100,0  | 8,2  | 1 / 2     | Estável |
|                         | Partido Social Democrata             | 11 101 | 31,2 / 100,0  | -    | 1 / 2     | -       |
|                         | Aliança Povo Unido                   | 6 069  | 17,1 / 100,0  | 1,9  | 0 / 2     | Estável |
|                         | Partido do Centro Democrático Social | 3 955  | 11,1 / 100,0  | -    | 0 / 2     | -       |
|                         | Partido da Democracia Cristã         | 815    | 2,3 / 100,0   | 0,2  | 0 / 2     | Estável |
|                         | Outros                               | 948    | 2,7 / 100,0   |      | 0 / 2     |         |
| Votos inválidos         | Votos inválidos                      | 718    | 2,0 / 100,0   | 1,2  |           |         |
| Total                   | Total                                | 35 545 | 100,0 / 100,0 |      | 2 / 2     |         |
| Eleitorado/Participação | Eleitorado/Participação              | 74 590 | 47,7 / 100,0  | 14,7 |           |         |

### Fora da Europa
| Partidos                | Partidos                             | Votos   | %             | +/-  | Deputados | +/-     |
| ----------------------- | ------------------------------------ | ------- | ------------- | ---- | --------- | ------- |
|                         | Partido Social Democrata             | 23 365  | 48,2 / 100,0  | -    | 1 / 2     | -       |
|                         | Partido do Centro Democrático Social | 16 511  | 34,1 / 100,0  | -    | 1 / 2     | -       |
|                         | Partido Socialista                   | 3 384   | 7,0 / 100,0   | 3,0  | 0 / 2     | Estável |
|                         | Partido da Democracia Cristã         | 1 766   | 3,7 / 100,0   | 0,4  | 0 / 2     | Estável |
|                         | Aliança Povo Unido                   | 1 378   | 2,8 / 100,0   | 0,2  | 0 / 2     | Estável |
|                         | Outros                               | 628     | 1,3 / 100,0   |      | 0 / 2     |         |
| Votos inválidos         | Votos inválidos                      | 1 407   | 2,9 / 100,0   | 0,3  |           |         |
| Total                   | Total                                | 48 439  | 100,0 / 100,0 |      | 2 / 2     |         |
| Eleitorado/Participação | Eleitorado/Participação              | 110 749 | 43,7 / 100,0  | 17,3 |           |         |

| Eleições legislativas portuguesas de 1983 Distritos: Aveiro \| Beja \| Braga \| Bragança \| Castelo Branco \| Coimbra \| Évora \| Faro \| Guarda \| Leiria \| Lisboa \| Portalegre \| Porto \| Santarém \| Setúbal \| Viana do Castelo \| Vila Real \| Viseu \| Açores \| Madeira \| Estrangeiro |